# Dolmen de la Ville-Tinguy
Le dolmen de la Ville-Tinguy est situé à Trégon dans le département français des Côtes-d'Armor.

## Protection
L'ensemble est classé au titre des monuments historiques en 1963.

## Description
Le dolmen se compose d'une unique table de couverture (3,10 m de long sur 2,10 m de large) inclinée reposant sur deux orthostates côté ouest. Les dalles sont en quartzite.